# When the ship comes in
When the ship comes in is een nummer dat geschreven is door Bob Dylan in 1963. Hij nam het op voor zijn derde studio-album The times they are a-changin' op 23 oktober 1963 in de studio van Columbia, waarbij hij zichzelf begeleidde op een akoestische gitaar.

## Achtergrond
In de documentaire No direction home: Bob Dylan van Martin Scorsese vertelt Joan Baez dat ze in de zomer van 1963 samen met Bob Dylan in een auto onderweg was. Ze stopten bij een hotel om daar de nacht door te brengen. Hoewel ze er allebei sjofel uitzagen, kreeg Joan Baez wel een kamer en Bob Dylan niet. De receptionist herkende Baez, die toen al een bekende zangeres was, maar niet Dylan, die nog maar aan het begin van zijn carrière stond. Pas op voorspraak van Joan Baez streek de receptionist de hand over het hart en wees Bob Dylan ook een kamer toe.
Die nacht schreef Dylan zijn woede van zich af in When the ship comes in.
Tijdens de Mars naar Washington op 28 augustus 1963, waar Martin Luther King zijn beroemde toespraak I have a dream hield, zongen Dylan en Baez samen Dylans nieuwe lied.
Dylan zong het lied solo in Carnegie Hall op 26 oktober 1963; deze uitvoering staat op het album The Bootleg Series Vol. 7: No direction home: The soundtrack uit 2005. Hij bracht het nummer samen met Keith Richards en Ron Wood tijdens het benefietconcert Live Aid in 1985.

## De tekst
Het lied begint met een beschrijving van een majestueus schip dat de haven binnenloopt, begeleid door vissen en meeuwen. Even loopt Dylan vooruit op wat er komen gaat, als hij spreekt over ‘woorden die worden gebruikt om het schip uit de koers te brengen, maar niet worden begrepen’. Dan vertelt hij verder hoe de binnenkomst van het schip begroet wordt door de zon en het zand. De vijanden van het schip echter staan perplex dat het schip het werkelijk heeft gehaald. Ze proberen zich met de bemanning te verzoenen, maar:
But we’ll shout from the bow your days are numbered
And like Pharaoh’s tribe
They’ll be drowned in the tide
And like Goliath, they’ll be conquered.
Het thema van het lied is hetzelfde als in The times they are a-changin', het titelnummer van het album. De tijden veranderen en verzet daartegen is zinloos. Het schip komt binnen en wie dat probeert te verhinderen gaat te gronde.
In zijn autobiografie Chronicles: Volume One uit 2004 noemt Dylan zelf het lied Seeräuber-Jenny uit de Driestuiversopera van Bertolt Brecht en Kurt Weill als een van zijn grote inspiratiebronnen. Zijn toenmalige vriendin Suze Rotolo was in 1963 betrokken bij een toneelproject over het werk van Brecht. De overeenkomst tussen When the ship comes in en Seeräuber-Jenny is het schip als symbool voor de bevrijding.

## Coverversies
- Peter, Paul and Mary zongen het nummer op hun album A song will rise van 1965[7] en brachten het in hetzelfde jaar ook uit op single, met The times they are a-changin' als andere kant.[8]
- The Silkie zette het nummer op het album The Silkie sing the songs of Bob Dylan uit 1965.[9]
- Hugues Aufray zong een Franse vertaling (Le jour ou le bateau viendra) op het album Aufray chante Dylan van 1965.[10]
- The Hollies namen het nummer op voor hun album Hollies sing Dylan van 1969. In 2016 werd deze versie gebruikt in een reclamespot voor de Volkswagen Golf.[11]
- Arlo Guthrie bracht het nummer op het album Hobo's lullaby van 1972.[12] Een live-uitvoering staat op Live in Sydney uit 2005.[13]
- Schmetterlinge zetten het nummer op de achterkant van hun single Deep water uit 1974.[14]
- The Clancy Brothers zetten het nummer op hun album Older but no wiser uit 1995.[15] Eerder hadden ze het nummer uitgevoerd in 1992 tijdens The 30th Anniversary Concert Celebration.
- The Pogues brachten het nummer in 1996 uit op hun album Pogue Mahone.[16]
- Idlewild bracht het nummer als een van de drie nummers op de single These wooden ideas uit 2000.[17]
- The Chieftains en The Decemberists speelden het nummer gezamenlijk op het album Voice of ages uit 2012.[18]